# Torneio de Ascenso ou Permanência do Campeonato Peruano de Voleibol Feminino de 2017
O Torneio de Ascenso ou Permanência de 2017 foi a segunda edição do torneio que reuniu os tres últimos colocados na Campeonato Peruano de Voleibol Feminino de 2016-17 — Série A e os tres qualificados da Liga Nacional Intermediária de 2017, formato de hexagonalorganizada pela FPV. 

## Equipes participantes
| Equipe              | Cidade   | Última participação | Temporada 2016/2017 |
| ------------------- | -------- | ------------------- | ------------------- |
| Club Star Net       | Trujillo | Liga A2 2017        | 3º                  |
| Sparteam Voley      | Callao   | A1 2016/2017        | 10º                 |
| Rebaza Acosta       | Callao   | Liga A2 2017        | 2º                  |
| Túpac Amaru         | Lima     | A1 2016/2017        | 9º                  |
| Deportivo Alianza   | Lima     | A1 2016/2017        | 11º                 |
| Club Divino Maestro | Lima     | Liga A2 2017        | 1º                  |

## Fase única

### Classificação
- Vitória por 3 sets a 0 ou 3 a 1: 3 pontos para o vencedor;
- Vitória por 3 sets a 2: 2 pontos para o vencedor e 1 ponto para o perdedor.
- Não comparecimento, a equipe perde 2 pontos.
- Em caso de igualdade por pontos, os seguintes critérios servem como desempate: número de vitórias, média de sets e média de pontos.

|  |                               |
|  | Ascendem ou permanecem a LNSV |

|     |                     |     | Jogos | Jogos | Jogos | Resultados | Resultados | Resultados | Resultados | Resultados | Resultados | Sets | Sets | Sets | Pontos | Pontos | Pontos |
| Pos | Equipe              | Pts | T     | V     | D     | 3–0        | 3–1        | 3–2        | 2–3        | 1–3        | 0–3        | V    | P    | R    | V      | P      | R      |
| --- | ------------------- | --- | ----- | ----- | ----- | ---------- | ---------- | ---------- | ---------- | ---------- | ---------- | ---- | ---- | ---- | ------ | ------ | ------ |
| 1   | Deportivo Alianza   | 0   | 0     | 0     | 0     | 0          | 0          | 0          | 0          | 0          | 0          | 0    | 0    | MAX  | 0      | 0      | MAX    |
| 2   | Sparteam Voley      | 0   | 0     | 0     | 0     | 0          | 0          | 0          | 0          | 0          | 0          | 0    | 0    | MAX  | 0      | 0      | MAX    |
| 3   | Túpac Amaru         | 0   | 0     | 0     | 0     | 0          | 0          | 0          | 0          | 0          | 0          | 0    | 0    | MAX  | 0      | 0      | MAX    |
| 4   | Club Star Net       | 0   | 0     | 0     | 0     | 0          | 0          | 0          | 0          | 0          | 0          | 0    | 0    | MAX  | 0      | 0      | MAX    |
| 5   | Club Divino Maestro | 0   | 0     | 0     | 0     | 0          | 0          | 0          | 0          | 0          | 0          | 0    | 0    | MAX  | 0      | 0      | MAX    |
| 6   | Rebaza Acosta       | 0   | 0     | 0     | 0     | 0          | 0          | 0          | 0          | 0          | 0          | 0    | 0    | MAX  | 0      | 0      | MAX    |

#### Resultados
- Local:Coliseo Niño Héroe Manuel Bonilla

| Data  | Hora  |                       | Placar |                      | Set 1 | Set 2 | Set 3 | Set 4 | Set 5 | Total | Relatório |
| ----- | ----- | --------------------- | ------ | -------------------- | ----- | ----- | ----- | ----- | ----- | ----- | --------- |
| 1 mar | 06:30 | Club Star Net         | 0–3    | ' Deportivo Alianza' | 17-25 | 21-25 | 12-25 |       |       | 50–0  | 50-75     |
| 1 mar | 07:45 | Club Divino Maestro   | 1–3    | ' Sparteam Voley'    | 17-25 | 25-21 | 20-25 | 21-25 |       | 83–0  | 83-96     |
| 1 mar | 09:00 | 'Túpac Amaru'         | 3–1    | Rebaza Acosta        | 21-25 | 25-12 | 25-14 | 25-20 |       | 96–0  | 96-71     |
| 2 mar | 06:30 | 'Club Divino Maestro' | 3–1    | Club Star Net        | 20-25 | 25-15 | 25-19 | 25-22 |       | 95–0  | 95-81     |
| 2 mar | 07:45 | 'Sparteam Voley'      | 3–0    | Rebaza Acosta        | 25-14 | 25-13 | 25-19 |       |       | 75–0  | 75-46     |
| 2 mar | 09:00 | Túpac Amaru           | 1–3    | ' Deportivo Alianza' | 27-29 | 25-23 | 17-25 | 21-25 |       | 90–0  | 90-102    |
| 3 mar | 06:30 | Rebaza Acosta         | 0–3    | ' Deportivo Alianza' | 16-25 | 25-27 | 23-25 |       |       | 64–0  | 64-77     |
| 3 mar | 07:45 | 'Sparteam Voley'      | 3–2    | Club Star Net        | 17-25 | 25-18 | 23-25 | 25-18 | 15-3  | 105–0 | 105-89    |
| 3 mar | 09:00 | 'Túpac Amaru'         | 3–1    | Club Divino Maestro  | 25-19 | 22-25 | 25-21 | 25-17 |       | 97–0  | 97-82     |
| 4 mar | 02:00 | Rebaza Acosta         | 1–3    | ' Club Star Net'     | -     | -     | -     |       |       | 0–0   | -         |
| 4 mar | 03:30 | Túpac Amaru           | 2–3    | ' Sparteam Voley'    | 25-12 | 25-18 | 24-26 | 22-25 | 8-15  | 104–0 | 104-96    |
| 4 mar | 05:00 | Club Divino Maestro   | 0–3    | ' Deportivo Alianza' | 16-25 | 25-27 | 23-25 |       |       | 64–0  | 64-77     |
| 5 mar | 02:00 | 'Túpac Amaru'         | 3–0    | Club Star Net        | 25-13 | 25-15 | 27-25 |       |       | 77–0  | 77-53     |
| 5 mar | 03:30 | Club Divino Maestro   | 1–3    | ' Rebaza Acosta'     | -     | -     | -     |       |       | 0–0   | -         |
| 5 mar | 05:00 | 'Sparteam Voley'      | 3–2    | Deportivo Alianza    | 25-20 | 28-30 | 19-25 | 25-17 | 15-11 | 112–0 | 112-103   |